# روشتون (تشيشير)
روشتون (بالإنجليزية: Rushton, Cheshire)‏ هي قرية وأبرشية مدنية تقع في المملكة المتحدة في تشيشير. يقدر عدد سكانها بـ 484 نسمة .